# David Grumel
 (avril 2025).
David Grumel, né le 8 août 1971 à Albertville, est un pianiste, compositeur, arrangeur, réalisateur artistique et interprète français.
Il a acquis une notoriété particulière grâce à sa composition intitulée Scent of Magnolias, qui a été utilisée par Renault dans une publicité pour le modèle Scenic Latitude,.

## Biographie
David Grumel amorce son apprentissage du piano classique dès l'âge de 6 ans et intègre un premier groupe pour lequel il signe ses premières compositions à 11 ans. Il sort en 1985 un premier disque avec le groupe Infinitif.
Il possède également une formation d'ingénieur du son. Il conclut un accord éditorial avec Universal Music Publishing, puis rejoint le label indépendant Naïve, ce qui lui permet, en 2005, de publier son premier album solo intitulé Beaurivage (co-produit par Barði Jóhannsson). Cet album connaît un beau succès, étant diffusé dans sept pays et en radio pendant plus de deux ans.
Par la suite, il co-fonde le studio La Song Factory en 2008 avec Jérémy Rassat. Il lance ensuite l'agence AdSound et son label indépendant 1DG distribué par The Orchard (Sony). En 2017, il compose l'hymne officiel de la Fédération française de rugby qui sera diffusé durant le Tournoi des Six Nations pendant 5 ans.
Après dix ans d'absence discographique en tant qu'artiste solo, David Grumel publie en octobre 2015 son deuxième album intitulé Utopia. L'album a été enregistré dans son studio de Sevrier entre mars 2014 et décembre 2014, après plusieurs mois de composition démarrés en novembre 2013. Pour ce projet, il a fait appel à plusieurs musiciens avec lesquels il avait travaillé auparavant, dont Neeskens, Lauren Lopez (des Caspian Pool) et Cascadeur. L'album a été financé en partie grâce à une campagne de financement participatif sur la plateforme Kiss Kiss Bank Bank, qui a permis de récolter 170% de la somme nécessaire pour la fabrication et le tournage des clips.

## Discographie

### Solo
- Revolution Beat / David Versus David (David Grumel/DiscoMobile/Kubik Distribution), 2000
- D'Jazz Tribute (avec Billie Holiday), Paradisco ! (David Grumel/DiscoMobile/Kubik Distribution), 2000
- Linoleum Love /Linoleum Love 80s mix / Linoleum Love Dan Electro Remix (David Grumel/DiscoMobile/Kubik Distribution), 2001
- Brand New Pop Song (single) (Naïve, 2005)
- Beaurivage (album), co-produit par Barði Jóhannsson (Naïve, 2005)[4]
- The Revolution Beat (EP), remixé par Markus Dravs (Naïve, 2007)
- Unreleased#EP (EP - 4 titres inédits), 2013[5]
- Utopia (album), (David Grumel EI, 2015) avec la participation de Cascadeur, Neeskens, Lauren Lopez[4]
- Utopia (version 6 titres, vinyle 10" édition limitée 300 ex.), (David Grumel, 2016)
- Chanting for freedom feat. Neeskens (single), (David Grumel EI/The Orchard, 2017)
- Western soul (single), (David Grumel/The Orchard, 2018)
- Little stones (single), (David Grumel/The Orchard, 2018)
- The road to Arcosanti (single), (David Grumel/The Orchard, 2018)
- Peace&War (single), (Alter K/Pschent, 2018)
- Say hello feat. Neeskens (single), (David Grumel EI/The Orchard, 2019)
- Ballad of mockingbird feat. Neeskens (single), (David Grumel EI/The Orchard, 2020)
- Les roseaux (Reworked version) (single), (David Grumel EI/The Orchard, 2021)
- Le carrousel (single), (David Grumel EI/The Orchard, 2021)
- Isola (single), (David Grumel EI/The Orchard, 2022)
- La valse des adieux (single), (David Grumel/The Orchard, 2022)
- Après l'orage (single), (David Grumel/The Orchard, 2022)
- Delta (single), (David Grumel EI/The Orchard, 2022)
- Libertà (single), (David Grumel EI/The Orchard, 2023)
- Piano Souvenir (single), (David Grumel EI/The Orchard, 2023)
- Ischia (single), (David Grumel EI/The Orchard, 2023)
- Isola (album), (David Grumel EI/The Orchard, 2023)
- La mélancolie de Satie (single), (David Grumel EI/The Orchard, 2024)
- Impromptu N°1 (single), (David Grumel EI/The Orchard, 2024)
- Back home on a rainy day (single), (David Grumel EI/The Orchard, 2024)
- Océan Mer (single), (David Grumel EI/The Orchard, 2024)
- Indigo (single), (David Grumel EI/The Orchard, 2024)
- Outremer (single), (David Grumel EI/The Orchard, 2024)
- Ultramarine (single), (David Grumel EI/The Orchard, 2025)
- Indigo (EP), (David Grumel EI/The Orchard, 2025)
- Sakura Waltz (single), (David Grumel EI/The Orchard, 2025)
- Taormina (single), (David Grumel EI/The Orchard, 2025)
- Impromptu N°8 (single), (David Grumel EI/The Orchard, 2025)

### Réalisateur/producteur/arrangeur/mixeur
- State of Soul Soulshield (Soul Productions), 1997 (réalisation, co-composition & arrangements)
- Donoré, Maintenant, EP, 2014 (co-réalisation)
- Céléstin, Le monde est sourd (EP), 2015 (co-réalisation)
- David Grumel Utopia, 2015 (réalisation)
- The Pirouettes, Je nous vois/Soleil rare (45T), 2015 (co-réalisation)
- Neeskens Mont-Royal, 2015 (co-réalisation, co-composition)
- Vaiteani, O vai (single), 2016 (réalisation)
- Vaiteani, Three weeks (single), 2016 (réalisation)
- The Pirouettes, Carrément, carrément (album), 2016 (co-réalisation 8 titres)
- The Pirouettes, 2016 (En ce temps-là) (single), 2016 (co-réalisation)
- Léo Vincent, The one who stays / So many lies (EP), 2017 (réalisation)
- Vaiteani, Vaiteani (album), 2017 (réalisation & arrangements)
- Sandra Reinflet, La peur à la porte (single), 2019 (réalisation, mixage & arrangements)
- Vaiteani, Sings (album), 2020 (réalisation, mixage & arrangements)
- Nico'O, The path we take (single), 2020 (réalisation, mixage & arrangements)
- David Grumel & Neeskens, Ballad of mockingbird (single), 2020 (réalisation, mixage & arrangements)
- Pxerre feat. Gaïa, Overlove (single), 2020 (réalisation & mixage)
- Anis Bahmed, The last flakes (single), 2021 (co-réalisation & co-arrangements)
- Nico'O, Shore break (single), 2021 (réalisation, mixage & arrangements)
- Vermont, Begin again (single), 2021 (réalisation, mixage & arrangements)
- Ben Gardet, Fallin' down (single), 2022 (réalisation, mixage & arrangements)
- Sandra Reinflet, Terminus (single), 2022 (réalisation, co-composition, mixage & arrangements)
- Ben Gardet, Dusk 'til dawn (single), 2022 (réalisation, mixage & arrangements)
- Martin Costaz, Disparate Youth (single), 2023 (réalisation, mixage & arrangements)
- Pol Mira, City Of Light (single), 2023 (co-réalisation & mixage)
- Anis Bahmed, Ethbet (single), 2023 (co-réalisation & co-arrangements)
- Pol Mira, Missing line (single), 2024 (co-réalisation & mixage)
- Guillaume Defradat, Alessan (single), 2024 (co-réalisation & mixage)
- Anis Bahmed, Meráki (single), 2024 (co-réalisation & co-arrangements)
- Anis Bahmed, Noori (single), 2024 (co-réalisation & co-arrangements)
- Anis Bahmed, Ikigai (single), 2024 (réalisation, arrangements & mixage)
- Terence, Victoire (single), 2024 (réalisation, co-écriture & mixage)
- Terence, Joe Pesci (single), 2025 (réalisation, co-écriture & mixage)
- Terence, Depuis gosse (single), 2025 (réalisation, co-écriture & mixage)
- Terence, Chut ! (single), 2025 (réalisation, co-écriture & mixage)
- Terence, Mérite (single), 2025 (réalisation, co-écriture & mixage)
- Terence, Lambda (single), 2025 (réalisation, co-écriture & mixage)
- Terence, Rien faire (single), 2025 (réalisation, co-écriture & mixage)
- Ben Gardet, Outremer (Classical Guitar Version in Em) (single), 2025 (réalisation, mixage & arrangements)
- Anis Bahmed, Flow (single), 2025 (réalisation & mixage)
- Anis Bahmed, Gaman (single), 2025 (co-réalisation & co-arrangements)

### Bandes originales
- 3 Petites Filles (BO, Naïve), (2003)
- Clara Sheller (BO, France Televisions/Sony Music), 2005
- Fleuve de vie, réalisateur : Olivier Föllmi, 2013, co-composé avec Jérémy Rassat
- Fleuve gelé, réalisateur : Olivier Föllmi, 2013, Prix du Public Documentaire[6] au Festival Autrans et Prix spécial du jury du syndicat national des guides de hautes montagnes[6]
- Expédition septième continent - Atlantique Nord, réalisateur : Vinci Sato, RevolutionaiR, 2015
- Un été en Zoé, réalisateurs : Sandra Reinflet & Mathilde Terrier, We Are Social/Renault, 2015
- Horizon, réalisateur : FKY, 2015
- Ma ville demain, réalisateurs : Marie Montvuagnard, Caroline Dragacci, Mathieu Coffin, 2022

### Musique à l'image
- Freeride Trip : South America & Freeride Trip ; Hautes-Alpes, documentaire, France (Salomon), 2001
- Globeriding, documentaire, France, réalisé par Daniel Lafarge, (Focus Prod), 2002
- Chamonix-Katmandu, film, France, réalisé par Arno Adam et Stéphane Dan (RAS Prod), 2002 ; Prix espoir CMC Festival film aventure découverte, 2004
- Âge sensible, bande annonce promotionnelle, série TV, France (France 2), 2002
- Âge sensible, épisodes #1, #2, #11, #12, #16, #17, #18, #21, #22, #23, #24, #27, #29 (France 2) ; Prix Trophée Duo Télévision 2003 et Trophées du film français, 2002
- Life, court-métrage, Royaume-Uni, réalisé par James Skinner, 2003
- Clara Sheller, série télévisée, (Scarlett Productions - France 2), 2005 ; Prix du Public au Festival de Saint Tropez ; Prix de la meilleure série au Festival de Luchon en février 2005
- Inéquations, court-métrage, France, réalisateur : Jérémy Haklin, 2006
- Rendez-vous en terre inconnue, émission télévisée, France, avec Muriel Robin ; réalisateur : Pierre Stine (France 2), 2006
- Rendez-vous en terre inconnue, émission télévisée, France, avec Patrick Timsit ; réalisateur : Bernard Guerrini (France 2), 2006
- Gardener's World, Show TV, Royaume-Uni, BBC, 2007
- Big Love, bande annonce promotionnelle, Série TV, États-Unis, HBO, drame, 2007[2]
- Mise à nu, court-métrage Sidaction, réalisateur : Jérémy Haklin, avec Aurélien Wiik et Solène Bouton, 2007
- Un œil sous la mer Christian Pétron, documentaire, de Philippe Lallet, 2008
- Transgression, documentaire, 2009
- Ben's Mom, moyen-métrage, États-Unis, réalisateurs : Lauren Tracy & Lindsay Timko, 2009

### Activités publicitaires et commerciales
David Grumel a composé de nombreuses musiques pour des publicités et des usages commerciaux, notamment :
- Musique pour les attentes téléphoniques de Louis Vuitton dans le monde entier[2]
- Publicité Renault Scenic "Latitude" avec le titre "Magnolias" (2006)[2]
- Musiques pour Deutsche Bahn[2]
- Musiques pour Visa Premier[2]

### Événements
- Hymne officiel des jeux équestres mondiaux, 2014
- Hymne officiel de la Fédération française de rugby, 2018

### Collaborations
- Le Voyage de Noz Exit - Part II (Noz Prod, 1994)
- Sorel - Demonio (Autoproduction, 1999)
- Sorel, Ma bombe (Tintamar, 2004)
- Tigane, Hédonisme (Up Music/WARNER, 2009)
- Loren Lopez, Blue Candy (EP, composition Le cache-pleurs - Lopez/Rassat/Grumel-Universal Music, 2010)
- Travis Bürki - Les grands espaces (Anticraft), 2011
- Davis, The black Star (EP, composition - Henrard/Rassat/Grumel-Universal Music, 2011)
- Loren Lopez, Album, Lopez/Rassat/Grumel-Universal Music, 2013
- Neeskens, Mont-Royal (Album, co-composition de 3 titres, 2014)
- Sandra Reinflet, Landscape escape - Projet 33' tour (Composition, 2014)
- Caspian Pool, Miracle - EP (Composition du titre Morning tonic avec Craig Walker, 2015)

### Participations
- Taeko Onuki, Attraction (EMI-Toshiba), 1999 - Piano sur Cosmic Moon
- Misa Joey, The Orb (EMI-Toshiba), 1999 - Enregistrement du single avec Goh Hotoda
- Delavegas, Vegatenango (Puppysick Musik), 2009
- The Pirouettes, 2012
- Jolga, 2013
- Monstre ! (Label Vie), 2013
- DD'S Brothers, We got the law (La Song Factory), 2013
- Coming Soon, Sun gets in (Kidderminster), 2015
- Sans Sébastien, Pacific (2016) (La souterraine), 2016
- Gaz Newton, Wu Wei (2019) (Indie Box Records), 2019

### Remixes
- John T. Chance, Snake Plissken Mix (Interzone), 2001
- Lake Soul feat. Mathilde, Autour de toi, The Power Flower Mix (Sekence/Futuria/Edel Music France/SONY), 2001
- Dupain, Au Jovent (inédit) (Virgin France), 2002
- David Duriez, Smoked (inédit) (Interzone Records), 2002
- Delavegas, Head Over Heels (inédit) (Puppysick Musik), 2006
- T-Ka feat. Mc Runniga, Terror - The Devilangel Remix (inédit), 2006
- Bikini Rumble feat. T-Ka, 108 Times a Day (Key On A Records), 2007
- Haldis Huld, Tomoko (Red Grape Music - UK), 2007
- Little, Chanson de fille (Universal Music Publishing), 2008
- Caspian Pool, Right/Wrong [The Love Remix] (Kidderminster), 2015
- Meimuna, Au temps de coquillages [David Grumel Tropicalps Remix] (Radicalis GmbH), 2019
- Caspian Pool, Insider [David Grumel Remix] (Synthetic Fabric), 2020
- Gaz Newton, Setting Sun [The Big Moustache Remix] (My Dear Recordings), 2020

## Distinctions
- Finaliste du concours européen MTV-BMW Talent quest, avec le titre Paradisco !, 2001
- Say hello, sélection officielle au London Music Video Festival, 2020
- Nomination Sociétaire professionnel SACEM - Promo "Liane Foly", 2021

## Groupes
- Infinitif - Transit / Marie-France, 1985
- Infinitif - Promesses / Promesses, 1986
- VO - avec Christophe Godin, 1990
- State of Soul, 1994-1997
- Davis, 2007-2010

## Studio La Song Factory
En 2008, David Grumel co-fonde avec Jérémy Rassat le studio d'enregistrement "La Song Factory" basé à Sevrier, au bord du lac d'Annecy. Ce studio est devenu un lieu important de production musicale dans la région, où plus de 110 titres ont été produits pour différents artistes,.
David Grumel y a notamment collaboré avec des artistes comme Loren Lopez, Neeskens, The Pirouettes et de nombreux autres musiciens de la scène indépendante française.